# Call It What You Want (Taylor Swift)
Call It What You Want è un brano musicale della cantante statunitense Taylor Swift, pubblicato il 3 novembre 2017 come singolo promozionale del suo sesto album in studio Reputation.
È stato annunciato dalla stessa Swift il 2 novembre 2017 su Twitter e pubblicato su iTunes e sulle altre piattaforme digitali il giorno seguente. Nel canale Vevo della cantante è stato pubblicato un lyric video per la canzone.

## Descrizione
Il brano, scritto e prodotto da Taylor Swift e Jack Antonoff, ha una durata di tre minuti e ventitré secondi.

## Accoglienza
Il brano è stato accolto positivamente dalla critica. Patrick Ryan, scrivendo per USA Today, acclama il brano descrivendolo come "non immediato ed orecchiabile come gli altri singoli precedentemente pubblicati, ma il più percepito e senza dubbio romantico della nuova era di Swift".

## Successo commerciale
Negli Stati Uniti, Call It What You Want ha debuttato alla 27ª posizione della Billboard Hot 100 e in cima alla classifica per le vendite digitali, con 68,000 copie vendute. Taylor Swift è così diventata la prima artista ad avere quindici canzoni che raggiungono la vetta della seconda classifica menzionata e ha esteso il suo record di avere più debutti direttamente in cima con  È stata anche la quarta traccia di Reputation ad arrivare prima in questa classifica, dopo Look What You Made Me Do, ...Ready For It?, e Gorgeous. In Australia, ha debuttato 16ª nella ARIA Singles Chart.